# Croton virletianus
Espèce
Croton virletianus est une espèce de plantes à fleurs du genre Croton et de la famille des Euphorbiaceae, présente dans les États mexicains de Tamaulipas et de San Luis Potosí.
Elle a pour synonyme :
- Oxydectes virletiana Kuntze